# Nyon
Nyon és una ciutat i municipi de Suïssa del cantó de Vaud. Està situada a uns 25 quilòmetres al nord de Ginebra, i forma part de l'àrea metropolitana d'aquesta. S'ubica a la riba del llac Léman, i és la capital del districte de Nyon. Està ben comunicada amb la resta de Suïssa per autopista i per ferrocarril.
Acull la seu central de la UEFA.

## Història
Va ser fundada pels romans entre els anys 50 i 44 aC, arribant a ser una de les colònies romanes més importants a Suïssa, amb fòrum, basílica i amfiteatre.